# Emil Christenson
Per Emil Christenson, född 15 december 1862 i Stångby socken, Malmöhus län, död 7 augusti 1924 i Engelbrekts församling, Stockholm, var en svensk tandläkare och konstsamlare.

## Tandläkare
Christenson blev student vid Lunds universitet 1882, elev hos hovtandläkaren Elof Förberg i Stockholm 1883 samt avlade tandläkarkandidatexamen 1885 och tandläkarexamen 1886. Han blev praktiserande tandläkare i Lund 1886 och i Stockholm 1893. Han var censor vid tandläkarexamen 1895–1897 och medlem av examensnämnden för tandläkarexamen 1898–1901 och 1903–1906. År 1903 utgavs Några ord om järnets inflytande på tänderna som Christenson skrivit. Christenson var verksam vid aktiebolaget Dentosal där han tillsammans med fyra andra tandläkare i tidskriften Hälsovännen 21 februari 1916 bemöter kritik mot produkten Tandsaltet Dentosal.

## Konstsamlare
Christenson var även en erkänd konstsamlare och hade "en betydande konstsamling". Han ägde en samling verk av Gustaf Rydberg som Ord och Bild kallade dr E. Christensons vackra och väl valda Rydbergssamling. I hans samling fanns verk av Nils Kreuger, men även utländska konstnärer som exempelvis Honoré Daumier. Kort efter hans död ställde Nationalmuseum ut hans samling.

## Personligt
Christenson var son till Anders Christenson och Elna Persson. Själv fick han två barn med Hildur Morell, döttrarna Hildur Lili född 4 oktober 1900  och Anna Christenson född 26 juli 1897, som gifte sig med Nils Sjögren.
Emil Christensen dog 61 år gammal 7 augusti 1924 och gravsattes sju dagar senare på Norra begravningsplatsen i Solna kommun